# Türkiye Kupası 1975/76
Die Türkiye Kupası 1975/76 war die 14. Auflage des türkischen Fußball-Pokalwettbewerbes. Der Wettbewerb begann am 24. September 1975 mit der 1. Hauptrunde und endete am 26. Mai 1976 mit dem Rückspiel des Finals. Im Endspiel trafen Galatasaray Istanbul und Trabzonspor aufeinander. Galatasaray Istanbul nahm zum siebten Mal am Finale teil. Für Trabzonspor war es das zweite Mal.

## 1. Hauptrunde
|                       | Ergebnis              |                          |
| --------------------- | --------------------- | ------------------------ |
| Alibeyköy Adalet      | 2:0                   | Kocaeli Kağıtspor        |
| Kasımpaşa Istanbul    | 2:1                   | Fatih Karagümrük         |
| Izmirspor             | 1:0                   | Yeşilova SK              |
| Akçaabat Sebatspor    | 2:0                   | Erzum 12 Mart Gençlik SK |
| Çarşambaspor          | 0:1                   | Petrol Ofisi SK          |
| Diyarbakırspor        | 4:1                   | Tarsus İdman Yurdu       |
| Erzurumspor           | 1:0                   | Erzincanspor             |
| Ceyhanspor            | 2:0                   | Batman Petrolspor        |
| Ispartaspor           | 2:0                   | Uşakspor                 |
| İçel Demirspor        | 0:0 n. V. (6:5 i. E.) | Şanlıurfaspor            |
| Kastamonuspor         | 0:1                   | Düzcespor                |
| Süleymaniye SK        | 1:1 n. V. (5:4 i. E.) | İstanbulspor             |
| Tokatspor             | 1:0                   | Amasyaspor               |
| Üsküdar Anadolu       | 3:2                   | Galata SK                |
| Konya Ereliğspor      | 2:0                   | Antalya Yolspor          |
| Nevşehir Spor Gençlik | 4:3                   | Orduspor (Amateure)      |
| Ödemişspor            | 1:0                   | Karşıyaka SK             |
| Dardanelspor          | 2:0                   | Bursa Merinosspor        |
| Edirnespor            | 2:1                   | Tekirdağspor             |
| Lüleburgazspor        | 4:3                   | Kırklarelispor           |

## 2. Hauptrunde

### 1. Runde
|                       | Ergebnis              |                       |
| --------------------- | --------------------- | --------------------- |
| Ankara Demirspor      | 3:1                   | Petrol Ofisi SK       |
| Alibeyköy Adalet      | 2:1                   | Düzcespor             |
| Altınordu Izmir       | 0:2                   | Aydınspor             |
| Beykozspor            | 0:0 n. V. (7:8 i. E.) | Sakaryaspor           |
| Rizespor              | 2:0                   | Samsunspor            |
| Çorumspor             | 1:0                   | Akçaabat Sebatspor    |
| Dardanelspor          | 2:0                   | Bandırmaspor          |
| Diyarbakırspor        | 2:0                   | Erzurumspor           |
| Edirnespor            | 0:1                   | Kütahyaspor           |
| Eskişehir Demirspor   | 6:1                   | Lüleburgazspor        |
| Hatayspor             | 1:0                   | Konyaspor             |
| İskenderunspor        | 2:3                   | Gaziantepspor         |
| Izmirspor             | 1:0                   | Ödemişspor            |
| Kocaelispor           | 4:0                   | Süleymaniye SK        |
| Konya İdman Yurdu     | 1:0                   | Konya Ereğlispor      |
| Manisaspor            | 1:0                   | Tirespor              |
| Mersin İdman Yurdu    | 2:0                   | Ceyhanspor            |
| MKE Kırıkkalespor     | 1:1 n. V. (6:7 i. E.) | Kayserispor           |
| Antalyaspor           | 1:0                   | İçel Demirspor        |
| Nevşehir Spor Gençlik | 0:1                   | Karabükspor           |
| Sarıyer GK            | 1:0                   | Vefa SK               |
| Denizlispor           | 0:1                   | Ispartaspor           |
| Sivasspor             | 0:1                   | Malatyaspor           |
| Şekerspor             | 1:0                   | Gençlerbirliği Ankara |
| Tokatspor             | 0:1                   | Elazığspor            |
| Üsküdar Anadolu       | 1:0                   | Kasımpaşa Istanbul    |

### 2. Runde
|                     | Ergebnis              |                |
| ------------------- | --------------------- | -------------- |
| Elazığspor          | 4:1                   | Hatayspor      |
| Çorumspor           | 1:0                   | Rizespor       |
| Mersin İdman Yurdu  | 2:0                   | Gaziantepspor  |
| Ankara Demirspor    | 2:2 n. V. (3:2 i. E.) | Şekerspor      |
| Ispartaspor         | 1:0                   | Aydınspor      |
| Karabükspor         | 0:0 n. V. (5:4 i. E.) | Kayserispor    |
| Konya İdman Yurdu   | 1:1 n. V. (3:4 i. E.) | Izmirspor      |
| Sakaryaspor         | 1:2                   | Sarıyer GK     |
| Alibeyköy Adalet    | 0:1                   | Kocaelispor    |
| Malatyaspor         | 1:0                   | Diyarbakırspor |
| Üsküdar Anadolu     | 2:3                   | Kütahyaspor    |
| Manisaspor          | 0:0 n. V. (5:6 i. E.) | Antalyaspor    |
| Eskişehir Demirspor | 1:0                   | Dardanelspor   |

## 3. Hauptrunde
|                     | Gesamt          |                      | Hinspiel | Rückspiel |
| ------------------- | --------------- | -------------------- | -------- | --------- |
| Eskişehirspor       | (a)2:2(a)       | Çorumspor            | 1:0      | 1:2       |
| Izmirspor           | 2:5             | Ankara Demirspor     | 2:2      | 0:3       |
| Sarıyer GK          | 1:6             | Trabzonspor          | 0:3      | 1:3       |
| Altay Izmir         | 2:3             | MKE Ankaragücü       | 1:1      | 1:2       |
| Malatyaspor         | 2:5             | Adana Demirspor      | 1:1      | 1:4       |
| Adanaspor           | 3:2             | Orduspor             | 1:0      | 2:2       |
| Ispartaspor         | 3:4             | Elazığspor           | 2:1      | 1:3       |
| Zonguldakspor       | 3:4             | Mersin İdman Yurdu   | 3:1      | 0:3       |
| Eskişehir Demirspor | 2:8             | Galatasaray Istanbul | 2:1      | 0:7       |
| Karabükspor         | 3:4             | Göztepe Izmir        | 2:0      | 1:4       |
| Kütahyaspor         | 1:2             | Antalyaspor          | 1:0      | 0:2       |
| Bursaspor           | 2:2 (2:4 i. E.) | Boluspor             | 2:0      | 0:2       |
| Fenerbahçe Istanbul | 5:2             | Balıkesirspor        | 1:1      | 4:1       |
| Kocaelispor         | 1:4             | Giresunspor          | 1:1      | 0:3       |

## 4. Hauptrunde
|                     | Gesamt          |                      | Hinspiel | Rückspiel |
| ------------------- | --------------- | -------------------- | -------- | --------- |
| Ankara Demirspor    | 2:1             | Adana Demirspor      | 2:0      | 0:1       |
| Boluspor            | 2:1             | Antalyaspor          | 2:1      | 0:0       |
| Elazığspor          | 1:1 (4:3 i. E.) | Eskişehirspor        | 1:0      | 0:1       |
| Giresunspor         | 2:3             | Trabzonspor          | 1:1      | 1:2       |
| Mersin İdman Yurdu  | 2:3             | MKE Ankaragücü       | 1:1      | 1:2       |
| Fenerbahçe Istanbul | 2:3             | Göztepe Izmir        | 1:1      | 1:2       |
| Adanaspor           | 0:3             | Galatasaray Istanbul | 0:1      | 0:2       |

## Viertelfinale
|                      | Gesamt          |                   | Hinspiel | Rückspiel |
| -------------------- | --------------- | ----------------- | -------- | --------- |
| Trabzonspor          | 3:1             | Ankara Demirspor  | 1:0      | 2:1       |
| Galatasaray Istanbul | 3:1             | Beşiktaş Istanbul | 3:1      |           |
| MKE Ankaragücü       | 2:2 (4:3 i. E.) | Boluspor          | 1:1      | 1:1       |
| Göztepe Izmir        | 3:2             | Elazığspor        | 2:1      | 1:1       |

## Halbfinale
|                | Gesamt |                      | Hinspiel | Rückspiel |
| -------------- | ------ | -------------------- | -------- | --------- |
| Göztepe Izmir  | 2:5    | Trabzonspor          | 2:3      | 0:2       |
| MKE Ankaragücü | 1:2    | Galatasaray Istanbul | 1:1      | 0:1       |

## Finale

### Hinspiel
| Paarung              | Trabzonspor – Galatasaray Istanbul |
| Ergebnis             | 1:0 (1:0) |
| Datum                | 12. Mai 1976 um 14:00 Uhr |
| Stadion              | Trabzon-Şehir-Stadyumu, Trabzon |
| Schiedsrichter       | Ziya Türkdoğan |
| Tore                 | 1:0 Necmi Perekli (44.) |
| Trabzonspor          | Şenol Güneş – Turgay Semercioğlu, Necati Özçağlayan, Kadir Özcan, Ahmet Ceyhan – Engin Çınar (61. Bekir Barçın), Cemil Usta, Ali Yavuz – Ali Kemal Denizci, Hüseyin Tok, Necmi Perekli Cheftrainer: Ahmet Suat Özyazıcı |
| Galatasaray Istanbul | Nihat Akbay – Fatih Terim, Müfit Erkasap, Ali Yavaş, Güngör Tekin – Tuncay Temeller, Engin Tuncer, Bülent Ünder, Mehmet Özgül (63. Bülent Şahinkaya) – Şevki Şenlen, Gökmen Özdenak Cheftrainer: Fethi Demircan         |
| Gelbe Karten         | Necmi Perekli – Şevki Şenlen |

### Rückspiel
| Paarung              | Galatasaray Istanbul – Trabzonspor |
| Ergebnis             | 1:0 n. V. (1:0, 0:0), 5:4 i. E. |
| Datum                | 26. Mai 1976 um 19:00 Uhr |
| Stadion              | Inönü-Stadion, Istanbul |
| Schiedsrichter       | Orhan Cebe |
| Tore                 | 1:0 Bülent Ünder (49.) |
| Galatasaray Istanbul | Nihat Akbay – Müfit Erkasap (100. Arif Kuşdoğan), Ali Yavaş, Güngör Tekin, Fatih Terim – Bülent Şahinkaya, Bülent Ünder, Fevzi Kezan (79. Engin Tuncer) – Serdar Gücüyener, Mehmet Özgül, Şevki Şenlen Cheftrainer: Fethi Demircan       |
| Trabzonspor          | Şenol Güneş – Cemil Usta, Necati Özçağlayan, Kadir Özcan (9. Şener Çınar), Ahmet Ceyhan – Turgay Semercioğlu, Ali Yavuz, Tuncay Mesçi (91. Engin Çınar) – Necmi Perekli, Ali Kemal Denizci, Hüseyin Tok Cheftrainer: Ahmet Suat Özyazıcı |
| Gelbe Karten         | keine – Hüseyin Tok |

## Beste Torschützen
| Rang | Spieler             | Verein               | Tore |
| ---- | ------------------- | -------------------- | ---- |
| 01.  | Şevki Şenlen        | Galatasaray Istanbul | 8    |
| 02.  | Ali Osman Renklibay | MKE Ankaragücü       | 5    |
| 02.  | Hüseyin Tok         | Trabzonspor          | 5    |
| 04.  | Sebahattin Akgül    | Göztepe Izmir        | 4    |
| 04.  | Ersan               | Ankara Demirspor     | 4    |
| 04.  | Müjdat Karanfilci   | Giresunspor          | 4    |
| 04.  | Necmi Perekli       | Trabzonspor          | 4    |
| 08.  | Ali Rıza            | Karabükspor          | 3    |
| 08.  | Mehmet Türken       | Göztepe Izmir        | 3    |
| 10.  | İsmail Güner        | Adana Demirspor      | 2    |